# Ioan-Răzvan Rusov
Ioan-Răzvan Rusov (6 de enero de 1974) es un deportista rumano que compite en tiro con arco, en la modalidad de arco desnudo. Ganó una medalla de bronce en el Campeonato Europeo de Tiro con Arco en Sala de 2025, en la prueba por equipo.

## Palmarés internacional
| Campeonato Europeo en Sala | Campeonato Europeo en Sala | Campeonato Europeo en Sala | Campeonato Europeo en Sala |
| Año                        | Lugar                      | Medalla                    | Prueba                     |
| -------------------------- | -------------------------- | -------------------------- | -------------------------- |
| 2025                       | Samsun (Turquía)           | Medalla de bronce          | Equipo                     |